# 名張市立蔵持小学校
名張市立蔵持小学校（なばりしりつくらもちしょうがっこう）は、三重県名張市蔵持町にある市立小学校。2019年（令和元年）5月1日現在の児童数は183人、学級数は10学級。
1972年（昭和47年）に解体された旧校舎の一部は、愛知県犬山市の博物館明治村に移築・保存されている。
解体された旧校舎のピアノが武道交流館いきいきに展示されている

## 沿革

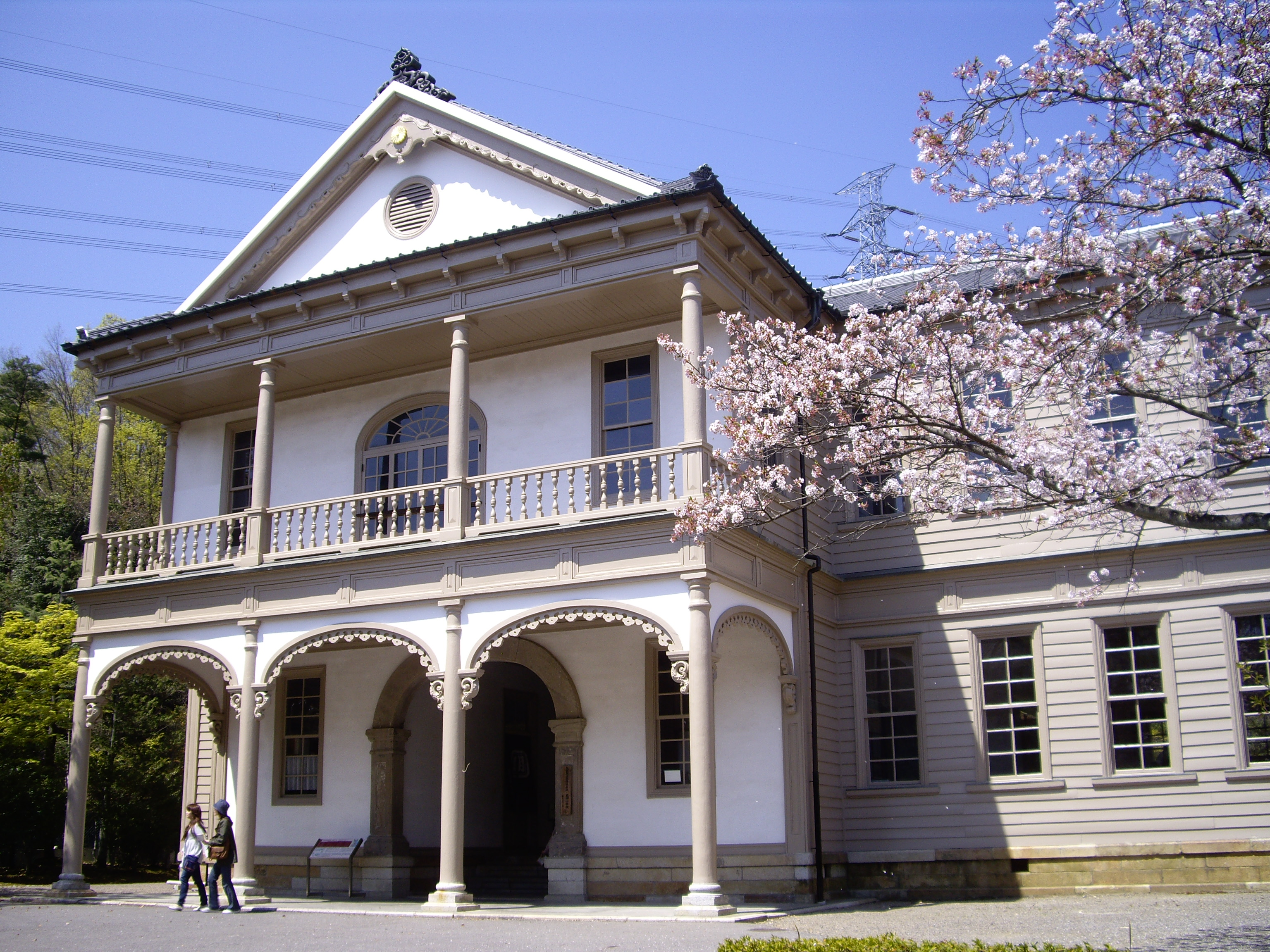
博物館明治村に移築された旧校舎

### 経緯
1875年（明治8年）9月23日、廃寺を利用して蔵持小学簡易授業所として創立。1892年（明治25年）8月に蔵持尋常小学校と改称された。1909年（明治42年）3月30日、現在の場所に移転・改築。これに伴い、創立記念日が4月22日に変更されている。1945年（昭和22年）6月9日午後に機銃掃射を受け、校舎の壁面が穴だらけになる被害が発生したが、児童は空襲警報の発令で帰宅していたため無事であった。この時、脚部に被弾したピアノは、問題なく演奏に使えたため、戦後も引き続き使用され、2006年（平成18年）現在も音楽室で保存されている。
第2次世界大戦後は、1947年（昭和22年）4月1日の学校教育法の施行をうけ名張町立蔵持小学校と改称。さらに1954年（昭和29年）、市制実施に伴い名張市立蔵持小学校と改称され現在に至る。
1965年（昭和40年）4月より、近隣に造成された桔梗が丘住宅地の児童を受け入れ、児童数が急増。校庭にプレハブの校舎が増設されたが、1972年（昭和47年）の桔梗が丘小学校完工に伴い、分離された。

### 年表
- 1875年9月23日 - 蔵持小学簡易授業所として創立
- 1892年8月 - 蔵持尋常小学校と改称
- 1892年3月30日 - 現在の場所（三重県名張市蔵持町原出338番地）に移転・改築される
- 1909年 - 三重県の尋常師範学校本館（1888年建設）が蔵持村に売却・移築される
- 1947年4月1日 - 学校教育法の施行に伴い、名張町立蔵持小学校と改称
- 1948年 - 学校再配置により廃校、名張小学校へ合併される。名張小学校大屋戸分教場をもって蔵持小学校を再建
- 1950年 - 元の場所に移転。大屋戸分教場は蔵持小学校大屋戸分校に
- 1965年 - 桔梗が丘住宅地の児童受け入れを開始
- 1971年 - 蔵持小学校大屋戸分校廃止
- 1972年 - 蔵持小学校新校舎竣工、桔梗が丘小学校開校・分離
- 1973年 - 体育館とプールが竣工
- 1998年 - 大規模改造事業が竣工。給食室も改築される

### 旧校舎
1888年（明治21年）に三重県の三重県の尋常師範学校本館として建てられる。設計は三重県庁第三課土木掛の清水義八で、同じく明治村で保存公開されている三重県庁舎（国重要文化財）も手掛けている。
当初は三重県庁舎と同様、E字形左右対称二階建だったが、明治村に移築・保存するに際し、もっとも特徴的な中央玄関部分と右翼の二教室分のみが残された。

## 通学区域
- 名張市蔵持町
  - 里
  - 原出（国道165号沿東側を除く区域）
  - 芝出
- 緑が丘東
- 緑が丘中
- 緑が丘西
- 鴻之台1番町

過去には桔梗が丘西一番町が含まれていたが、現在は桔梗が丘小学校の校区となっている。また、鴻之台1番町は2020年度より名張小学校の校区に変更される予定。

## 進学先中学校
- 名張市立桔梗が丘中学校

## 学区 / 校区内の主な施設
- 蔵持保育所（小学校に隣接）
- 西光寺（浄土真宗本願寺派）：蓮如上人筆六字名号（指定文化財）
- 長慶寺（高野山真言宗）
- 蔵持春日神社
- 名張市武道交流館いきいき
- 名張市役所
- 名張消防署
- 蔵持駅：蔵持町原出にかつてあった近畿日本鉄道（近鉄・現在の伊賀鉄道）伊賀線の駅（廃駅）

## 交通
- 三重交通バス蔵持バス停より徒歩3分（280m）
- 近鉄大阪線桔梗が丘駅より徒歩14分（1.1km）
- 蔵持口バス停より徒歩16分（1.3km）
- 国道368号（名張街道）
- 初瀬街道